# Сінтйоганнесга
Сінтйоганнесга (нід. Sintjohannesga) — село в нідерландській провінції Фрисландія. Входить до муніципалітету Фріске-Маррен.
Його площа становить 6,85 км², а населення станом на 2021 рік складало 1 270 осіб.
Перша згадка про населений пункт датується 1408 роком.

## Галерея

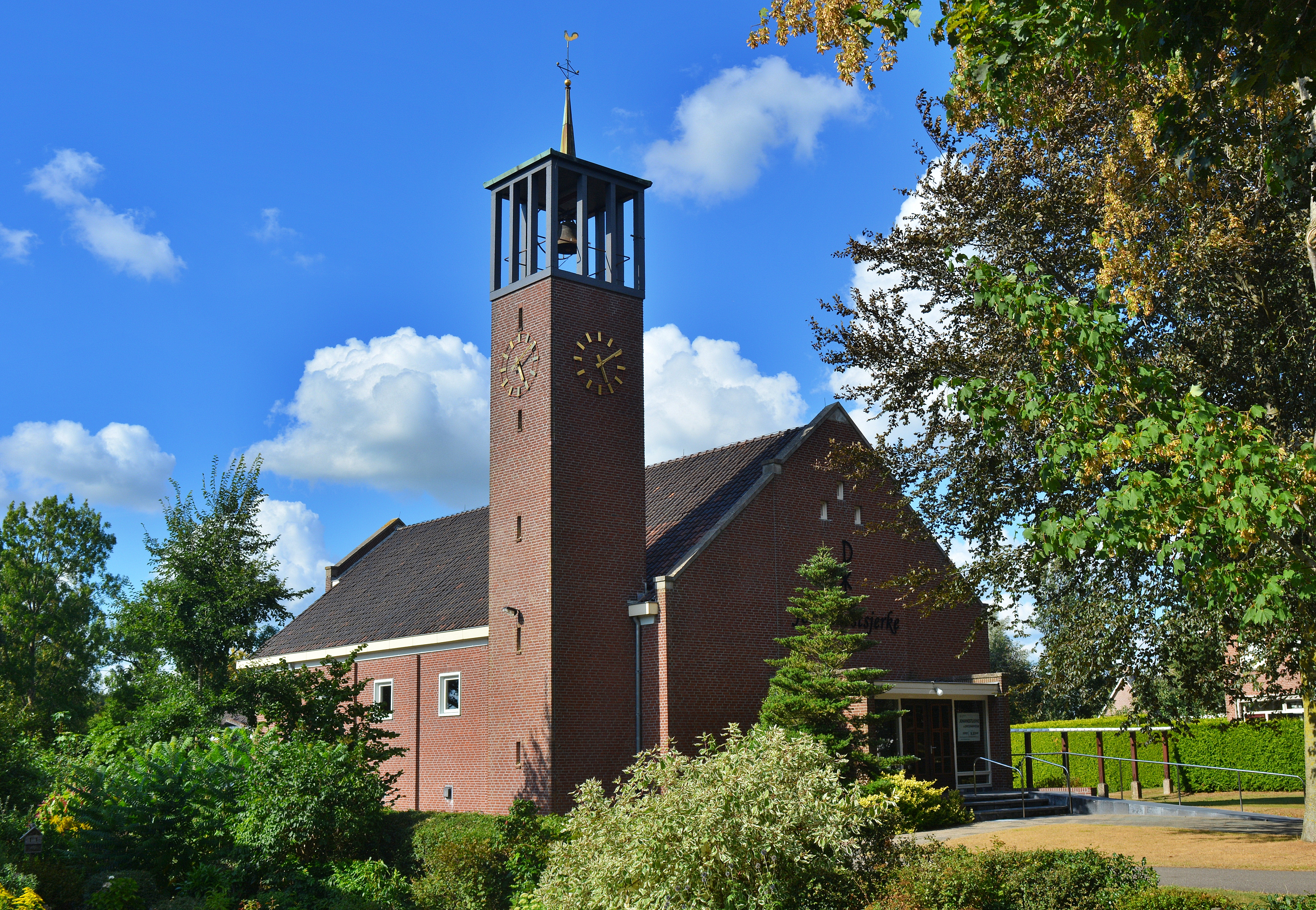
Церква
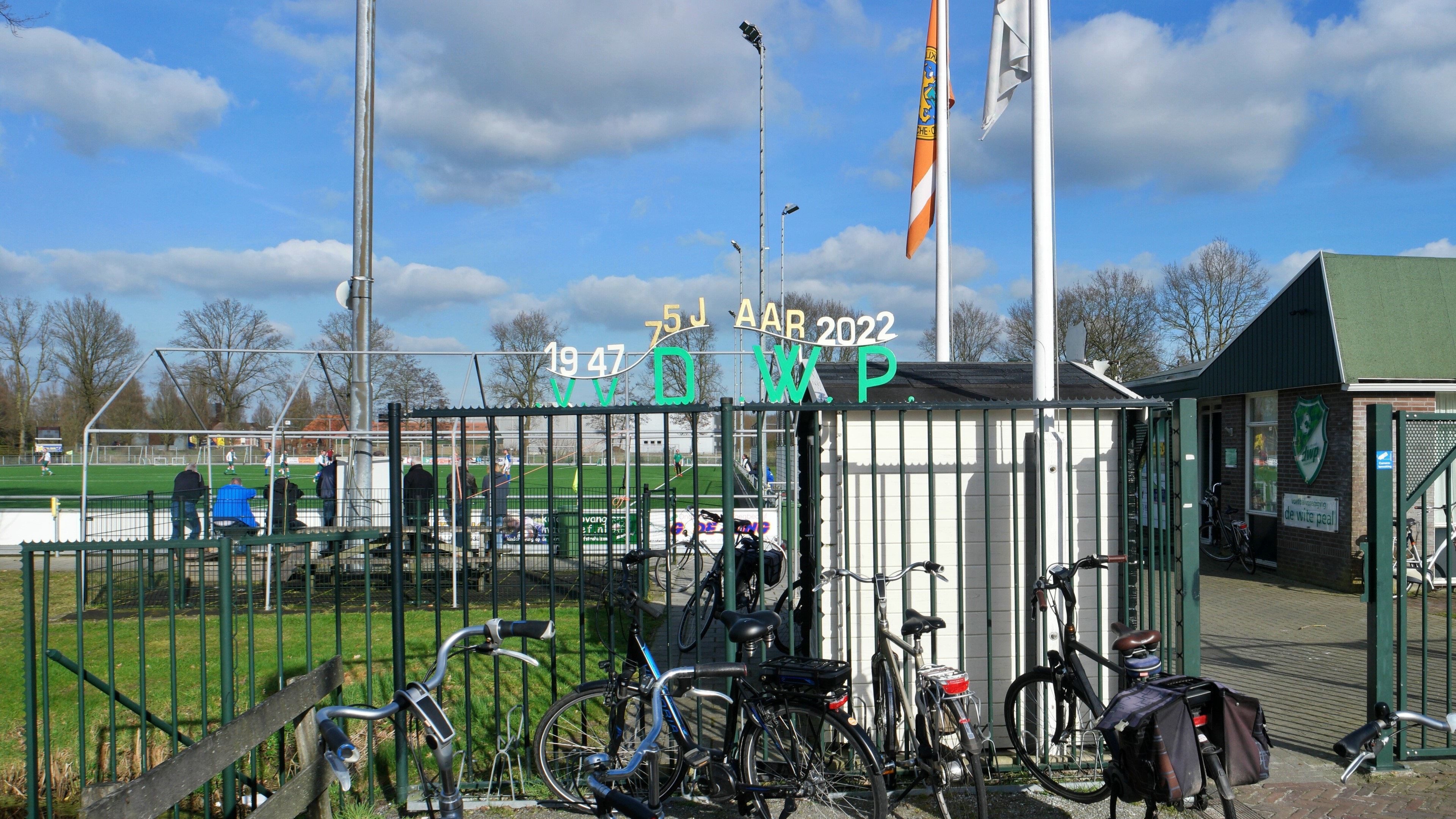
Сільський стадіон